# Meltham Mills
Meltham Mills är ett samhälle i Storbritannien.   Det ligger i distriktet Kirklees i grevskapet West Yorkshire i riksdelen England, i den centrala delen av landet, 260 km nordväst om huvudstaden London. Meltham Mills ligger 171 meter över havet och antalet invånare är 9 000.
Terrängen runt Meltham Mills är huvudsakligen kuperad, men åt nordost är den platt. Runt Meltham Mills är det tätbefolkat, med 913 invånare per kvadratkilometer. Närmaste större samhälle är Huddersfield, 7,1 km nordost om Meltham Mills. Trakten runt Meltham Mills består i huvudsak av gräsmarker.